# MOGAT3
MOGAT3‏ (Monoacylglycerol O-acyltransferase 3) هوَ بروتين يُشَفر بواسطة جين MOGAT3 في الإنسان.